# Eugeni Sierra i Ràfols
Eugeni Sierra i Ràfols (Barcelona, 11 de maig de 1919 – 11 de juliol de 1999) fou un botànic, il·lustrador i professor català.

## Biografia
El 1931 estudià al Grup Escolar Milà i Fontanals, dirigit per Rosa Sensat. Va intervenir en nombroses campanyes de recol·lecció a Catalunya, Aragó i València amb els botànics Pius Font i Quer i Antoni de Bolòs i Vayreda. El 28 d'abril de 1937 fou nomenat recol·lector de la Càtedra de Botànica de la Universitat de Barcelona. Va treballar a l'Institut Botànic de Barcelona.
Amb l'esclat de la guerra civil, fou cridat a les files republicanes i renuncià a la plaça de recol·lector. El febrer de 1939 fou detingut per l'exèrcit insurrecte i el mes següent fou obligat a donar-se d'alta a l'exèrcit insurrecte i confinat a Zamora. L'abril de 1942 fou destinat a Barcelona amb un permís indefinit i el novembre del mateix any, mobilitzat militarment de nou. Finalment, aconseguí el permís indefinit del servei militar i s'incorporà a l'Institut Botànic de Barcelona.
A causa de la seva precarietat laboral i la conjuntura del país, va emigrar amb la seva dona i els seus dos fills a Xile a mitjan 1950, on romandria vint anys. Un cop a Santiago de Xile, com a encàrrec de l'Ajuntament de Barcelona, va realitzar una col·lecció, finalment inèdita, de dibuixos d'arbres cultivats en parcs i carrers de Barcelona. Des de Xile, va continuar col·laborant amb Font i Quer i va seguir amb els dibuixos per a Plantas Medicinales. El 1952 va realitzar la seva primera exposició de pintures i dibuixos de plantes a l'Instituto Chileno-Norteamericano de Cultura (Santiago de Xile) i de 1955 a 1958 va col·laborar amb el pteridòleg Gualterio Looser amb la realització de setanta il·lustracions per a les seves monografies de falgueres xilenes.
El 1961 es va diplomar en Biologia per la Universitat de Xile, i l'any següent va incorporar-se com a professor auxiliar de Botànica a la Facultat d'Agronomia de la Universitat de Santiago. També va col·laborar intensament amb Carlos Muñoz Pizarro, de la Universitat de Xile, amb qui va participar en diverses campanyes de recol·lecció pel país, i va il·lustrar Flores Silvestres de Chile (1966) amb 51 aquarel·les, i Sinopsis de la Flora de Chile (1966) amb 250 làmines, conservades avui a l'Institut Botànic de Barcelona. Entre 1962 i 1968, va treballar intensament en la realització d'uns 2000 dibuixos amb la corresponent anàlisi morfològica, per a l'obra Los Géneros de la Flora Chilena, que preparava Carlos Muñoz, encara inèdits, i dipositats al Museu d'Història Nacional de Santiago de Xile.

## Algunes publicacions
- Font Quer, Pius; Sierra Ràfols, Eugeni. Diccionario de botánica.  Labor, 1985.
- Muñoz Pizarro, Carlos; Sierra Ràfols, Eugeni. Flores silvestres de Chile.  Universidad de Chile, 1966.

## Exposicions
Les seves obres s'han exposat a la 20th Century Botanical Art Illustration de Pittsburg (1968), organitzada per la Hunt Botanical Library, al United Stated Arboretum de Washington (1971, individual), a la International Exhibition of Botanical Art de Brisbane (1973), organitzada per la Botanical Society of South Africa i a la Universitat de Califòrnia a San Diego (1974, individual).
L'any 2010 el Museu de Ciències Naturals de Barcelona i l'Institut Botànic van produir l'exposició monogràfica "Descobrir Eugeni Sierra: les passes d'un il·lustrador internacional", en la qual es feia un recorregut biogràfic per la seva vida i obra i es van exposar 60 originals dels fons de l'Institut Botànic de Barcelona.